# Franciszek Farnese
Francesco Farnese (ur. 19 maja 1678 w Parmie, zm. 26 lutego 1727 w Piacenzy) – książę Parmy i Piacenzy, od 1698 wielki mistrz Świętego Konstantyńskiego Orderu Wojskowego Świętego Jerzego.
Urodził się jako syn księcia Parmy, Piacenzy Ranuccio II i jego trzeciej żony księżnej Marii. Po śmierci przyrodniego brata – księcia Edwarda 6 września 1693 został następcą tronu. Wstąpił na tron 11 grudnia 1694, kiedy zmarł jego ojciec.
7 grudnia 1696 w Parmie poślubił wdowę po swoim bracie Edwardzie – księżniczkę Palatynatu Doroty Zofii. Para nie miała dzieci. Po śmierci księcia Franciszka jego następcą został młodszy brat Antoni.